# Berwick (Pennsilvània)
Berwick és una població dels Estats Units a l'estat de Pennsilvània. Segons el cens del 2000 tenia 10.774 habitants.

## Demografia
Segons el cens del 2000, Berwick tenia 10.774 habitants, 4.595 habitatges, i 2.802 famílies. La densitat de població era de 1.341,9 habitants per quilòmetre quadrat.
Dels 4.595 habitatges en un 26,4% hi vivien nens de menys de 18 anys, en un 43,8% hi vivien parelles casades, en un 12,3% dones solteres, i en un 39% no eren unitats familiars. En el 33,6% dels habitatges hi vivien persones soles el 17% de les quals corresponia a persones de 65 anys o més que vivien soles. El nombre mitjà de persones vivint en cada habitatge era de 2,28 i el nombre mitjà de persones que vivien en cada família era de 2,9.
Per edats la població es repartia de la següent manera: un 23,1% tenia menys de 18 anys, un 7,7% entre 18 i 24, un 27,1% entre 25 i 44, un 21,5% de 45 a 60 i un 20,7% 65 anys o més.
L'edat mediana era de 40 anys. Per cada 100 dones de 18 o més anys hi havia 84,6 homes.
La renda mediana per habitatge era de 27.442 $ i la renda mediana per família de 32.357 $. Els homes tenien una renda mediana de 26.467 $ mentre que les dones 21.061 $. La renda per capita de la població era de 14.538 $. Entorn del 9,6% de les famílies i el 14,9% de la població estaven per davall del llindar de pobresa.

## Poblacions més properes
El següent diagrama mostra les poblacions més properes.